# Schistidium drummondii
Schistidium drummondii là một loài Rêu trong họ Grimmiaceae. Loài này được Taylor mô tả khoa học đầu tiên năm 1846.